# 옙 MB1
옙 MB1(Yepp MB1, YP-MB1)는 삼성전자에서 2009년에 출시한 포터블 미디어 플레이어이다. 옙 M1에 지상파 DMB 기능이 추가된 것이 특징이다.